# Liste der Senatoren der Vereinigten Staaten aus New Jersey
Die Liste der Senatoren der Vereinigten Staaten aus New Jersey zeigt alle Personen auf, die jemals für diesen Bundesstaat dem Senat der Vereinigten Staaten angehörten, nach den Senatsklassen sortiert. Dabei zeigt eine Klasse, wann dieser Senator wiedergewählt wird. Die Wahlen der Senatoren der class 1 fanden im Jahr 2024 statt, die Senatoren der class 2 wurden zuletzt im November 2020 wiedergewählt.

## Klasse 1

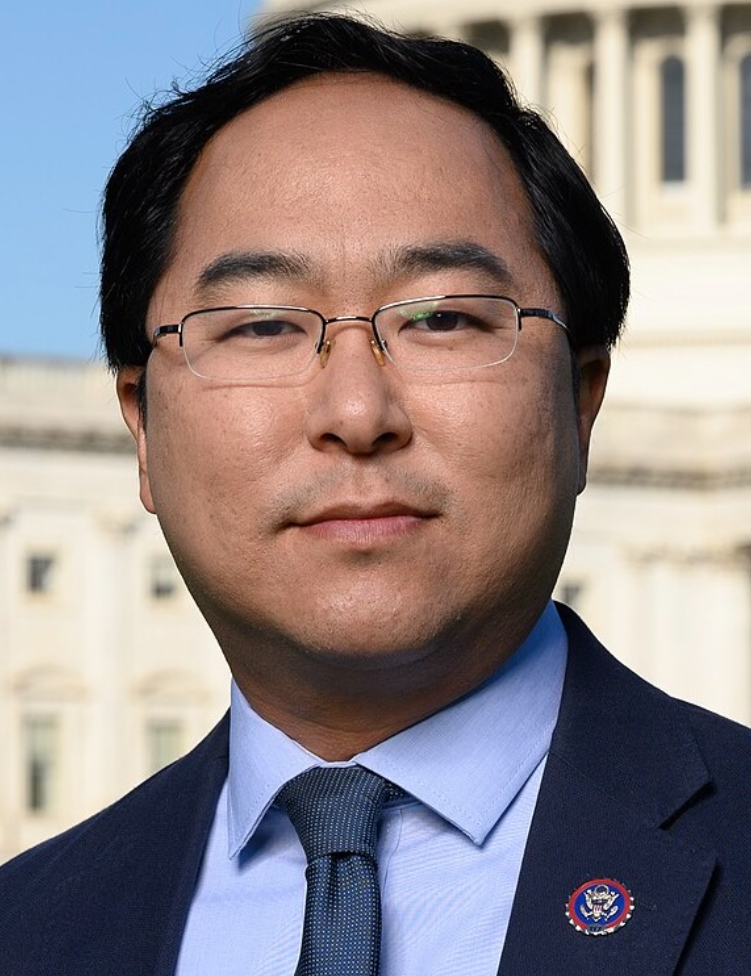
Andy Kim

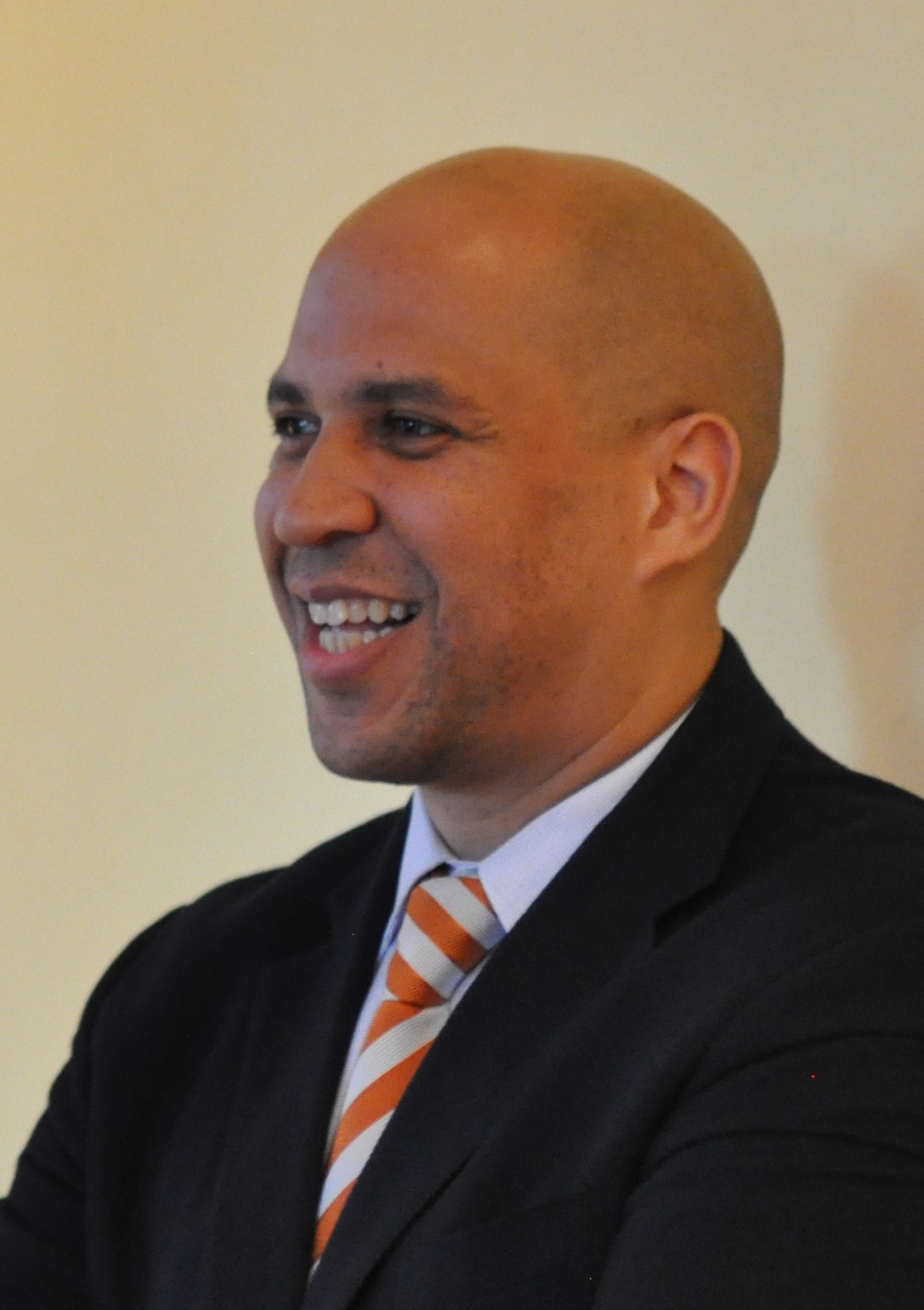
Cory Booker

New Jersey hatte bis heute 40 Senatoren der class 1 im Kongress, von denen einer, Samuel Southard, zwei nicht unmittelbar aufeinander folgende Amtszeiten absolvierte.
| Name                             | Amtszeit  | Partei                | Lebensdaten                           |
| -------------------------------- | --------- | --------------------- | ------------------------------------- |
| Jonathan Elmer                   | 1789–1791 | Föderalist            | 29. November 1745–3. September 1817   |
| John Rutherfurd                  | 1791–1798 | Föderalist            | 20. September 1760–23. Februar 1840   |
| Franklin Davenport               | 1798–1799 | Föderalist            | September 1755–27. Juli 1832          |
| James Schureman                  | 1799–1801 | Föderalist            | 12. Februar 1756–22. Januar 1824      |
| Aaron Ogden                      | 1801–1803 | Föderalist            | 3. Dezember 1756–19. April 1839       |
| John Condit                      | 1803–1809 | Democratic Republican | 8. Juli 1755–4. Mai 1834              |
| John Lambert                     | 1809–1815 | Democratic Republican | 24. Februar 1746–4. Februar 1823      |
| James Jefferson Wilson           | 1815–1821 | Democratic Republican | 1775–28. Juli 1824                    |
| Samuel Lewis Southard            | 1821–1823 | Democratic Republican | 9. Juni 1787–26. Juni 1842            |
| Joseph McIlvaine                 | 1823–1826 | Nationalrepublikaner  | 2. Oktober 1769–19. August 1826       |
| Ephraim Bateman                  | 1826–1829 | Nationalrepublikaner  | 9. Juli 1780–28. Januar 1829          |
| Mahlon Dickerson                 | 1829–1833 | Demokrat              | 17. April 1770–5. Oktober 1853        |
| Samuel Lewis Southard            | 1833–1842 | Whig                  | 9. Juni 1787–26. Juni 1842            |
| William Lewis Dayton             | 1842–1851 | Whig                  | 17. Februar 1807–1. Dezember 1864     |
| Robert Field Stockton            | 1851–1853 | Demokrat              | 20. August 1795–7. Oktober 1866       |
| John Renshaw Thomson             | 1853–1862 | Demokrat              | 25. September 1800–12. September 1862 |
| Richard Stockton Field           | 1862–1863 | Republikaner          | 31. Dezember 1803–25. Mai 1870        |
| James Walter Wall                | 1863      | Demokrat              | 26. Mai 1820–9. Juni 1872             |
| William Wright                   | 1863–1866 | Demokrat              | 13. November 1794–1. November 1866    |
| Frederick Theodore Frelinghuysen | 1866–1869 | Republikaner          | 4. August 1817–20. Mai 1885           |
| John Potter Stockton             | 1869–1875 | Demokrat              | 2. August 1826–22. Januar 1900        |
| Theodore Fitz Randolph           | 1875–1881 | Demokrat              | 24. Juni 1826–7. November 1883        |
| William Joyce Sewell             | 1881–1887 | Republikaner          | 6. Dezember 1835–27. Dezember 1901    |
| Rufus Blodgett                   | 1887–1893 | Demokrat              | 9. Oktober 1834–3. Oktober 1910       |
| James Smith Jr.                  | 1893–1899 | Demokrat              | 12. Juni 1851–1. April 1927           |
| John Kean                        | 1899–1911 | Republikaner          | 4. Dezember 1852–4. November 1914     |
| James Edgar Martine              | 1911–1917 | Demokrat              | 25. August 1850–26. Februar 1925      |
| Joseph Sherman Frelinghuysen     | 1917–1923 | Republikaner          | 12. März 1869–8. Februar 1948         |
| Edward Irving Edwards            | 1923–1929 | Demokrat              | 1. Dezember 1863–26. Januar 1931      |
| Hamilton Fish Kean               | 1929–1935 | Republikaner          | 27. Februar 1862–27. Dezember 1941    |
| Arthur Harry Moore               | 1935–1938 | Demokrat              | 3. Juli 1879–18. November 1952        |
| John Gerald Milton               | 1938      | Demokrat              | 21. Januar 1881–14. April 1977        |
| William Warren Barbour           | 1938–1943 | Republikaner          | 31. Juli 1888–22. November 1943       |
| Arthur Walsh                     | 1943–1944 | Demokrat              | 26. Februar 1896–13. Dezember 1947    |
| Howard Alexander Smith           | 1944–1959 | Republikaner          | 30. Januar 1880–27. Oktober 1966      |
| Harrison Arlington Williams      | 1959–1982 | Demokrat              | 10. Dezember 1919–17. November 2001   |
| Nicholas Frederick Brady         | 1982      | Republikaner          | * 11. April 1930–                     |
| Frank Raleigh Lautenberg         | 1982–2001 | Demokrat              | 23. Januar 1924–3. Juni 2013          |
| Jon Stevens Corzine              | 2001–2006 | Demokrat              | * 1. Januar 1947                      |
| Robert Menendez                  | 2006–2024 | Demokrat              | * 1. Januar 1954                      |
| George Samir Helmy               | 2024      | Demokrat              | * 27. Oktober 1979                    |
| Andrew Kim                       | ab 2024   | Demokrat              | * 12. Juli 1982                       |

## Klasse 2
New Jersey stellte bis heute 35 Senatoren der class 2.
| Name                             | Amtszeit  | Partei                | Lebensdaten                         |
| -------------------------------- | --------- | --------------------- | ----------------------------------- |
| William Paterson                 | 1789–1790 | Föderalist            | 24. Dezember 1745–9. September 1806 |
| Philemon Dickinson               | 1790–1793 | Föderalist            | 5. April 1739–4. Februar 1809       |
| Frederick Frelinghuysen          | 1793–1796 | Föderalist            | 13. April 1753–13. April 1804       |
| Richard Stockton                 | 1796–1799 | Föderalist            | 17. April 1764–7. März 1828         |
| Jonathan Dayton                  | 1799–1805 | Föderalist            | 16. Oktober 1760–9. Oktober 1824    |
| Aaron Kitchell                   | 1805–1809 | Democratic Republican | 10. Juli 1744–25. Juni 1820         |
| John Condit                      | 1809–1817 | Democratic Republican | 8. Juli 1755–4. Mai 1834            |
| Mahlon Dickerson                 | 1817–1829 | Democratic Republican | 17. April 1770–5. Oktober 1853      |
| Theodore Frelinghuysen           | 1829–1835 | Nationalrepublikaner  | 28. März 1787–12. April 1862        |
| Garret Dorset Wall               | 1835–1841 | Demokrat              | 10. März 1783–22. November 1850     |
| Jacob Welsh Miller               | 1841–1853 | Whig                  | 29. August 1800–30. September 1862  |
| William Wright                   | 1853–1859 | Demokrat              | 13. November 1794–1. November 1866  |
| John Conover Ten Eyck            | 1859–1865 | Republikaner          | 12. März 1814–24. August 1879       |
| John Potter Stockton             | 1865–1866 | Demokrat              | 2. August 1826–22. Januar 1900      |
| Alexander Gilmore Cattell        | 1866–1871 | Republikaner          | 12. Februar 1816–8. April 1894      |
| Frederick Theodore Frelinghuysen | 1871–1877 | Republikaner          | 4. August 1817–20. Mai 1885         |
| John Rhoderic McPherson          | 1877–1895 | Demokrat              | 9. Mai 1833–8. Oktober 1897         |
| William Joyce Sewell             | 1895–1901 | Republikaner          | 6. Dezember 1835–27. Dezember 1901  |
| John Fairfield Dryden            | 1902–1907 | Republikaner          | 7. August 1839–24. November 1911    |
| Frank Obadiah Briggs             | 1907–1913 | Republikaner          | 12. August 1851–8. Mai 1913         |
| William Hughes                   | 1913–1918 | Demokrat              | 3. April 1872–30. Januar 1918       |
| David Baird                      | 1918–1919 | Republikaner          | 7. April 1839–25. Februar 1927      |
| Walter Evans Edge                | 1919–1929 | Republikaner          | 20. November 1873–29. Oktober 1956  |
| David Baird Jr.                  | 1929–1930 | Republikaner          | 10. Oktober 1881–28. Februar 1955   |
| Dwight Whitney Morrow            | 1930–1931 | Republikaner          | 11. Januar 1873–5. Oktober 1931     |
| William Warren Barbour           | 1931–1937 | Republikaner          | 31. Juli 1888–22. November 1943     |
| William Howell Smathers          | 1937–1943 | Demokrat              | 7. Januar 1891–24. September 1955   |
| Albert Wahl Hawkes               | 1943–1949 | Republikaner          | 20. November 1878–9. Mai 1971       |
| Robert Clymer Hendrickson        | 1949–1955 | Republikaner          | 12. August 1898–7. Dezember 1964    |
| Clifford Philip Case             | 1955–1979 | Republikaner          | 16. April 1904–5. März 1982         |
| William Warren Bradley           | 1979–1997 | Demokrat              | * 28. Juli 1943                     |
| Robert Guy Torricelli            | 1997–2003 | Demokrat              | * 27. August 1951                   |
| Frank Raleigh Lautenberg         | 2003–2013 | Demokrat              | 23. Januar 1924–3. Juni 2013        |
| Jeffrey Scott Chiesa             | 2013      | Republikaner          | * 22. Juni 1965                     |
| Cory Anthony Booker              | seit 2013 | Demokrat              | * 27. April 1969                    |